# Carl Moser (Künstler)
Carl Moser (* 27. Januar 1873 in Bozen; † 23. Juli 1939 ebenda) war ein österreichischer Maler und Grafiker.
Moser erhielt 1919, wie alle Südtiroler, die italienische Staatsbürgerschaft.

## Leben
Carl Moser war der Sohn des Landschaftsmalers Karl Vinzenz Moser. Durch Franz Defregger animiert, nahm er 1896 in München ein Akademiestudium bei Gabriel von Hackl, Ludwig Herterich und Karl Raupp auf. Nach dem Akademieabschluss 1907 studierte er an der Académie Julian in Paris. 1902 begegnete er Max Kurzweil, der ihn animierte, sich mit dem Farbholzschnitt auseinanderzusetzen. Carl Moser hat den Farbholzschnitt seiner Zeit wie nur wenige europäische Grafiker zu einer Synthese japanischen und europäischen Bilddenkens vereint. Eine bevorzugte Motivquelle waren die Landschaften und Menschen Tirols und der Bretagne.

## Ausstellungen

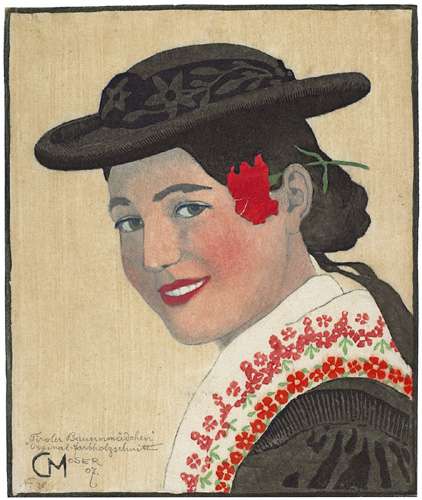
Carl Moser: Tiroler Bauernmädchen (1907)

- 1910: Einzelausstellung in Wien (Galerie Miethke).
- Biennalen von Venedig 1922, 1924, 1926, 1928, 1930, 1932, 1936.
- 1923: Einzelausstellung in Mailand (Galleria Pesaro).
- 1967: Einzelausstellung in Riva (Museo Civico).
- 1978: Einzelausstellung in Innsbruck (Galerie im Taxispalais).